# Castellio contra Calvino

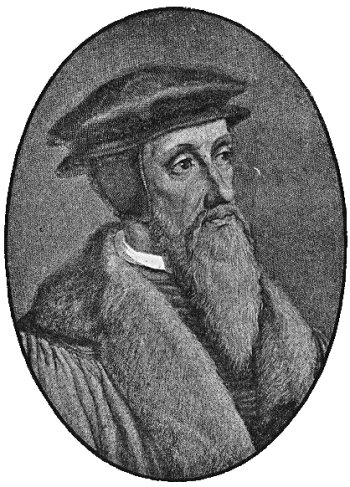
Juan Calvino

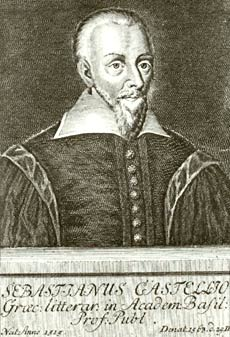
Sebastián Castellio

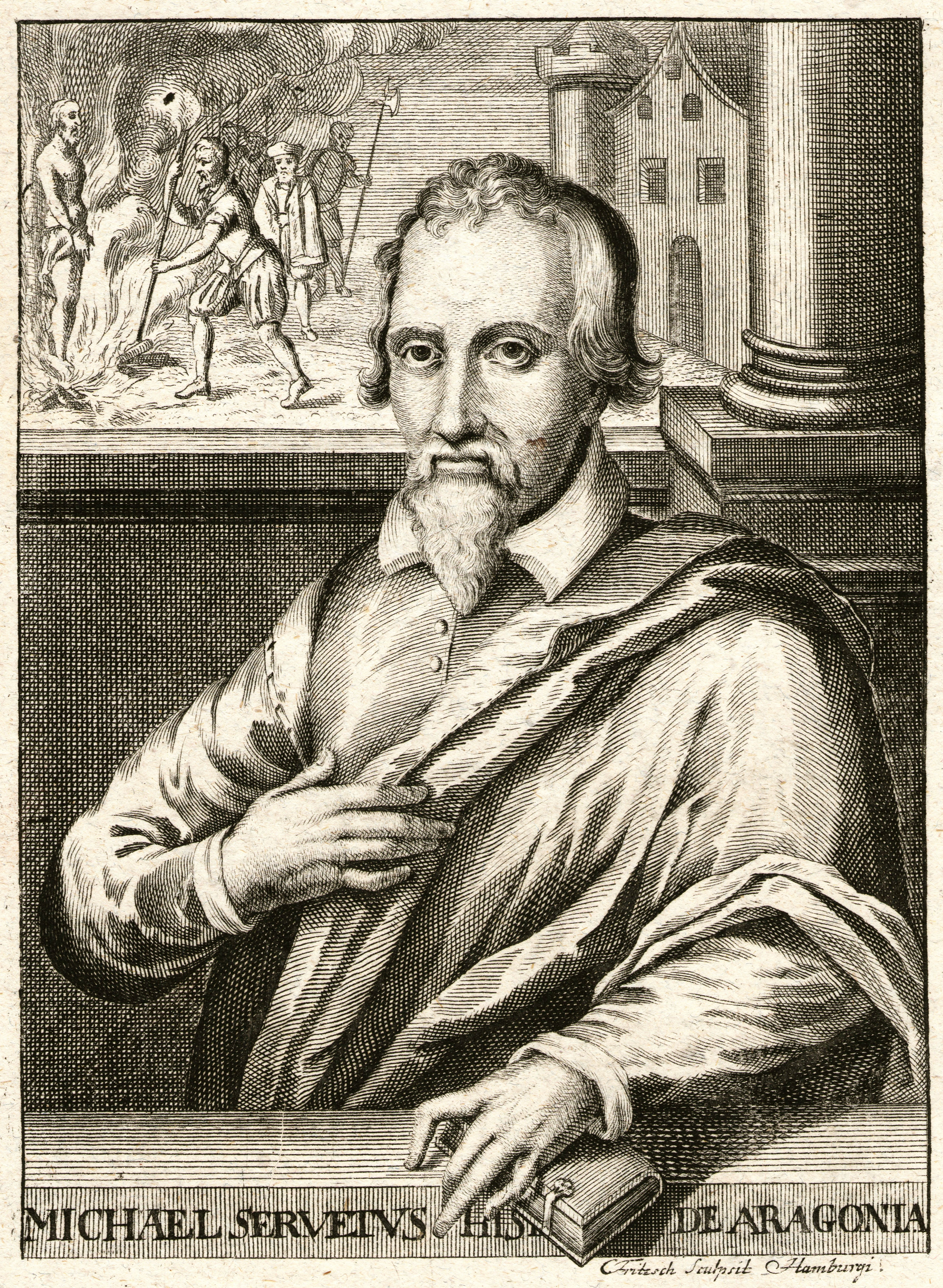
Miguel Servet

Castellio contra Calvino: conciencia contra violencia es un libro del escritor Stefan Zweig, publicado en 1936, en el que se relata el enfrentamiento entre Sebastian Castellio, un humanista defensor de la libertad, y Juan Calvino, símbolo del fanatismo. Es subtitulado en algunas ediciones como En torno a la hoguera de Servet o Conciencia contra violencia.

## Sinopsis
Tres son los personajes fundamentales de este libro. El primero es Juan Calvino. Zweig empieza relatando su vida, su acceso al poder en Ginebra, motivado por el hecho de haber escrito su famoso libro de la Institución de la religión cristiana, un libro con el que culmina y cierra la reforma protestante iniciada años antes por Lutero. Nos refiere su primera caída, cuando los ginebrinos vislumbraron su intolerancia y decidieron quitarle los poderes que le habían otorgado. Posteriormente, cuenta los motivos que le llevaron de nuevo al poder en esa misma ciudad; un poder y una posición de la que ya nunca se apartaría, a la que se aferraría con una violencia y con una mezquindad sólo comparable a la dureza de sus disposiciones y sus normas. Así, Stefan Zweig, con su estilo vivo, y de una manera detallada y precisa, describe la terrible tiranía que Calvino impuso en Ginebra. En las palabras del escritor se deja sentir un trasfondo de dolor e indignación.
Después presenta la figura de Sebastian Castellio, hablando de él, de su educación y de su llegada a Ginebra. De su primer, y leve, enfrentamiento con Calvino, que le valió el destierro, el alejamiento para siempre de la ciudad que Calvino había convertido en su propio y oscuro reino. Nos habla de la disparidad enorme de sus caracteres y de sus opiniones. En uno de sus discursos expone:

"Os pido por el amor de Cristo que respetéis mi libertad y renunciéis al fin a cubrirme con falsas acusaciones. Dejad que profese mi fe sin coaccionarme, tal y como se os permite a vosotros la vuestra y como espontáneamente la reconozco. De todos aquellos cuya doctrina se aparta de la vuestra, no supongáis que están en un error, y no les acuséis acto seguido de herejía... Aunque yo, como otros muchos devotos, interprete la Escritura de un modo distinto a como lo hacéis vosotros, profeso con todas mis fuerzas la fe de Cristo. Seguramente uno de nosotros está equivocado, pero precisamente por eso amémonos el uno al otro. El Maestro revelará un día la verdad al que está equivocado. Lo único que sabemos con seguridad, tú y yo, o al menos deberíamos saber, es el compromiso de amor cristiano. Practiquémoslo y, al hacerlo, cerremos así la boca a todos nuestros adversarios. ¿Consideráis que vuestra interpretación es la correcta? Los demás piensan lo mismo de la suya. Que los más sabios se muestren, por tanto, como los más fraternales y que no permitan que su saber les vuelva arrogantes, pues Dios lo sabe todo y doblega a los orgullosos y ensalza a los humildes."

En tercer lugar, aparece la figura de Miguel Servet, la excusa que propició el enfrentamiento entre Castellio y Calvino. Servet era un médico y también, por una vocación muy fuerte, teólogo, que defendía una peculiar doctrina que desafiaba el concepto cristiano de la trinidad. 
Siempre según el relato de Zweig, Miguel Servet escribió a Calvino contándole su teoría, y mandándole parte del manuscrito de su libro, con la esperanza de encontrar en él el apoyo de un hombre famoso y reconocido por su tiempo. Calvino se irritó con Servet y con su texto y sus teorías, que por no ser suyas, las consideraba una herejía, teorías propias de un demonio. No se acordaba Calvino de que él mismo había expuesto en su libro teorías que destruían con virulencia otras teorías cristianas anteriores. Todo esto nos lo cuenta Zweig muy vivamente, con fuerza y riqueza tanto en la expresión, como en los detalles y las causas que movían los hechos. Miguel Servet, bajo un nombre falso, Michel de Villeuneve, y costeándolo con sus propios recursos, publica su libro "Christiani Restituto". Creía Servet que el nombre falso le protegería de los ataques de los religiosos, pero Calvino, valiéndose de un ginebrino, identifica, de manera falaz y traicionera, a Servet como autor de ese libro. Y para demostrarlo aporta las cartas de Servet y el manuscrito de gran parte del propio libro antes de haber sido publicado. Lo condena así todo el mundo, tanto el católico como el protestante, por su herejía, siendo el castigo para su 'delito' el mismo para ambos mundos: la hoguera.
Tiempo después Servet es capturado por Calvino, y tras un juicio es condenado a la hoguera, donde muere entre terribles padecimientos.
Es entonces cuando Castellio estalla y decide hacer frente a Calvino. Para ello se dedica a escribir  el libro Contra Libelum Calvini, en el que denuncia la falsedad de todo el proceso contra el teólogo español. En ese texto aboga claramente por la libertad de pensamiento, y tiene el atrevimiento de llamar a la condena de Servet crimen, asesinato. Zweig cita algunos pasajes de ese libro, y repite varias veces la cita siguiente, como resumen y símbolo del mismo:

"Matar a un hombre no será nunca defender una doctrina, será siempre matar a un hombre."

Castellio pretendía publicar su libro en Holanda, el lugar donde mayores libertades de imprenta había. Pero los espías de Calvino informan de lo que pretende Castellio. El libro es una tremenda y veraz denuncia contra él, un arma que puede hacerle peligrar su puesto y su prestigio. De tal modo, que mueve sus hilos, utiliza sus influencias y consigue que ese libro no salga a la luz. Sólo después de la muerte de ambos, la humanidad pudo conocer aquel lúcido y desgarrador grito a favor de la libertad que había escrito Castellio.